# النزاع الإقليمي الكولومبي-البيروفي

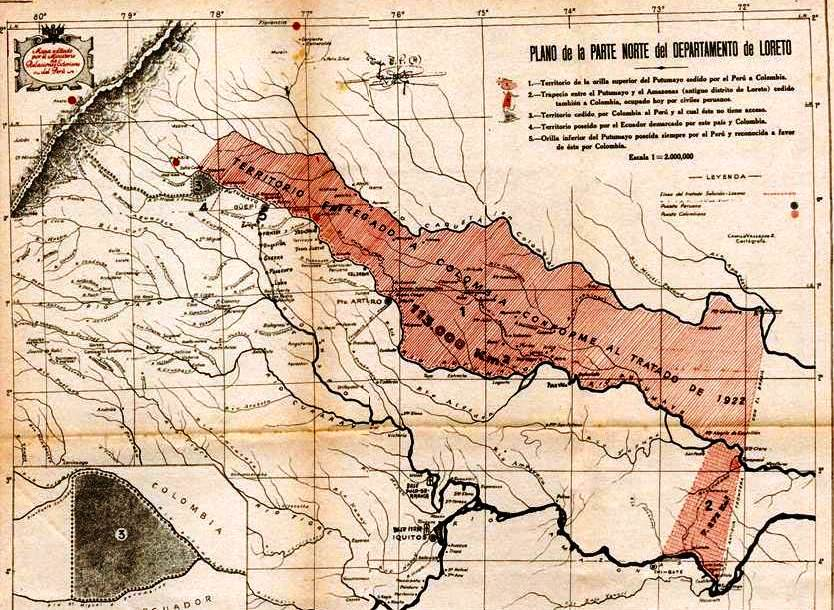
خريطة المناطق المتنازع عليها في القرن العشرين

يُشير النزاع الإقليمي الكولومبي-البيروفي إلى نزاع حدودي بين كولومبيا والبيرو، وانخرطت به الإكوادور حتى العام 1916. تعود أصول النزاع إلى تفسير كل دولة للإعلانات الملكية التي استخدمتها إسبانيا للتحديد الدقيق للأراضي التي تسيطر عليها في الأمريكتين. بعد الاستقلال، وقّعت جميع البلدان التي كانت خاضعة لسيطرة إسبانيا على اتفاقياتٍ ووافقت على إعلان حدودها على أساس مبدأ احترام الحدود المتوارثة، والذي اعتبر الحدود الإسبانية للعام 1810 هي حدود الجمهوريات الجديدة. بالرغم من ذلك، أسفرت المطالبات الإقليمية المتضاربة والخلافات بين البلدان المشكّلة حديثًا إلى نشوب النزاعات المسلحة في عدة مناسبات.
انتهى النزاع بين الدولتين في أعقاب حرب كولومبيا-البيرو، التي أدت إلى توقيع اتفاقية ريو بعد ذلك بعامين، والتي رسمت في نهاية الأمر الحدود المتفق عليها بين طرفي النزاع.

## حقبة الاستعمار الاسباني
في بداية القرن الثامن عشر، قُسّمت ممتلكات الإمبراطورية الإسبانية في الأمريكتين في البداية إلى نياباتٍ ملكية: النيابة الملكية على إسبانيا الجديدة والنيابة الملكية على بيرو. ومن هذين الكيانين، أُنشئت تقسيماتٌ جديدة في وقت لاحق بهدف الإدارة الأنجع للأراضي الشاسعة في أمريكا الوسطى، وأمريكا الجنوبية، ومنطقة البحر الكاريبي.
في 27 مايو 1717، أٌنشئت النيابة الملكية على غرناطة الجديدة على أساس مملكة غرناطة الجديدة، ورئاسة فنزويلا العامة، ورئاسة كيتو الملكية. حُلّت النيابة الملكية على غرناطة الجديدة مؤقتًا في 5 نوفمبر 1723، ودُمجت أراضيها بأراضي النيابة الملكية على بيرو، إنما في العام 1739 أعيد تأسيسها مرة أخرى وبشكل نهائي، على نفس الأراضي، ومتمتعةً بنفس الحقوق التي كانت لديها بموجب المرسوم الملكي للعام 1717.
صدرت سلسلة من المراسيم الملكية في القرن التالي حتى العام 1819. فيما بعد، شكّل المرسوم الملكي للعام 1802 أساس الصراع بين الإكوادور والبيرو، مع تشكيك الإكوادور بصدوره أساسًا. وشكّكت البيرو بالمرسوم الملكي للعام 1740؛ كما شكك بعض المؤرخين في وجوده.
بعد حروب استقلال أمريكا الإسبانية، وافقت الجمهوريات الجديدة في أمريكا الجنوبية على إعلان حدودها على أساس مبدأ احترام الحدود المتوارثة، والذي اعتبر الحدود الإسبانية للعام 1810 هي حدود الدول الجديدة.

## حروب الاستقلال
أُعلِن رسميًا عن استقلال غواياكيل في 9 أكتوبر 1820، مما أدى إلى إنشاء مقاطعة غواياكيل الحرة وبدء حملة استقلال الدولة المعلنة عنها. انقسم الرأي العام إلى ثلاث اتجاهات: اتجاهٌ يؤيد الانضمام إلى محمية البيرو، واتجاه آخر يدعم الانضمام إلى جمهورية كولومبيا، واتجاه ثالث يؤيد الاستقلال التام.
وبالتزامن مع ذلك تقريبًا، أنشأت جمهورية كولومبيا المستقلة حديثًا ثلاث مقاطعات في أكتوبر 1821: المقاطعات الشمالية، والمقاطعات الوسطى، والمقاطعات الجنوبية. وضمت المقاطعات بشكل اسميّ مقاطعة خاين دي براكاموروس. بالرغم من ذلك، أعلنت المقاطعة نفسها جزءًا من رئاسة تروخيو في 4 يونيو، مثلما فعلت مقاطعتا تومبيس في 7 يناير ومايناس في 19 أغسطس. ومع دخول قوات الجنرال خوسيه دي سان مارتين إلى ليما في 9 يونيو، أُعلِن عن استقلال البيرو في 28 يوليو من العام نفسه، ودُمجت مقاطعات تروخيو، وتومبيس، وخاين، ومايناس في الدولة الجديدة.
في 22 يوليو 1822، أمر الجنرال أنطونيو خوسيه دي سوكري مدينة خاين بالقسم على الدستور الكولومبي، لتصبح بذلك جزءًا من كولومبيا. رفضت المدينة الأمر، بحجة وجودِ نواب لها في الكونغرس البيروفي. وجعل سيمون بوليفار شخصيًا سوكري يكفّ عن محاولة تنفيذ خططه تلك لنفس الأسباب.

الأراضي المتنازع عليها أثناء النزاع.

## الصراع بين كولومبيا الكبرى والبيرو
تعامل كلا البلدين مع قضية غواياكيل بحذر شديد، ووقّعا معاهدةً في 6 يوليو 1822 منحت امتيازات خاصة لمواطني الدولتين. وتأجّل التعامل مع القضية التي لم تُحسم بعد.
في 1 سبتمبر 1823، وصل سيمون بوليفار إلى كاياو، على متن سفينة شيمبورازو، تلبية لدعوة من الكونغرس البيروفي «لتوطيد استقلال» البيرو. في 18 ديسمبر من العام نفسه، وُقّعت اتفاقية غالديانو-موسكويرا في ليما، والتي ورد فيها أن «كلا الطرفين يعترف بحدود أراضي الآخر، وهي نفس الحدود السابقة للنيابة الملكية على بيرو والنيابة الملكية على غرناطة الجديدة». أقرّ الكونغرس البيروفي المعاهدة، إنما بعد عدة أشهُر نبَذ الكونغرس الكولومبي الاتفاقية.
في 9 ديسمبر 1824، وقعت معركة أياكوتشو، وكانت أخر معارك الحرب في البيرو. بعد المعركة، اندلعت احتجاجات ضد بوليفار، الذي بقي رئيسًا للبيرو. خلال فترة رئاسته، لم تُطرَح قضية النزاعات الإقليمية، وعُيّن حكام في مقاطعتي خاين ومايناس، فيما بدا وكأنه اعترافٌ بملكية البيرو لتلك الأراضي. في المراسلات مع فرانثيسكو دي باولا سانتاندير في 3 أغسطس 1822، أقرّ بوليفار أن كلًا من مقاطعتيّ خاين ومايناس تتبعان البيرو بصورة شرعية.
على إثر انسحاب بوليفار في العام 1826، أنهت العناصر الليبرالية والقومية في البيرو النظام البوليفاري في يناير من العام 1827. طردت الحكومة الجديدة القوات الكولومبية وطردت الوكيل الدبلوماسي الكولومبي كريستوبال أرميرو. نُظّمت العديد من الاحتجاجات ضد بوليفار وسوكري في جميع أنحاء البلاد. وفي نفس الوقت، دخل الجيش البيروفي إلى بوليفيا تحت قيادة أوغستين جامارا وأجبر سوكري على الاستقالة من الرئاسة، وانتهى بذلك النفوذ الكولومبي في البلد.
لحلّ الأزمة، أرسلت البيرو خوسيه فيا إلى كولومبيا وزيرًا مفوضًا. رفض بوليفار استقباله، وعبْر وزير الخارجية الكولومبي، طلب بوليفار توضيحات من البيرو حول طرد القوات الكولومبية، والتدخل في بوليفيا، وطرد أرميرو، وديون الاستقلال، واسترداد مقاطعتي خاين ومايناس. بعد ذلك، استلم فيلا جوازات سفره.
مع مرور الوقت تدهورت العلاقات بين كولومبيا والبيرو. في 17 مايو 1828، سمح الكونغرس البيروفي للرئيس خوسيه دي لا مار باتخاذ إجراءات عسكرية ردًا على طرد فيلا. في 3 يوليو 1828، أعلنت جمهورية كولومبيا رسميًا الحرب على جمهورية البيرو، وأفضى ذلك إلى اندلاع الحرب بين كولومبيا الكبرى والبيرو.
طوّقت البحرية البيروفية الساحل الكولومبي، وحاصرت ميناء غواياكيل واحتلته في 19 يناير 1829. احتل الجيش البيروفي مقاطعتيّ لوخا وأزواي. ورغم النجاح الأولي الذي حققه الجيش البيروفي، فقد انتهت الحرب انتهت بمعركة تاركوي في 27 فبراير 1829؛ وبتوقيع اتفاقية غيرون في اليوم التالي.
رفضت البيرو الاتفاق بسبب الإجراءات الكولومبية التي اعتبرت مسيئة. لذلك، كان لا مار على استعداد لمواصلة الحرب، ولكن أطاح به أوغستين جامارا. ولرغبة جامارا بإنهاء النزاع، وقّع على هدنة بيورا التي نصت على وقف الأعمال العدائية وعودة غواياكيل. ولحلّ النزاع بصورة نهائية، التقى ممثلو البيرو وكولومبيا، خوسيه لارا وبيدرو غوال، في غواياكيل. وفي 22 سبتمبر 1829، وقّع الطرفان على معاهدة لارا غوال، والتي كانت معاهدة سلامٍ وصداقة، إنما لم تتطرق لمسألة الحدود. وقد وضعت المادتان 5 و6 الأساسَ الذي ينبغي اللجوء إليه لترسيم الحدود بين البلدين والإجراء الذي يُستخدم لتحقيق ذلك.